# Fargues-Saint-Hilaire
Fargues-Saint-Hilaire ist eine französische Gemeinde im Département Gironde in der Region Nouvelle-Aquitaine. Die Gemeinde liegt im Einzugsgebiet der Stadt Bordeaux. Während Fargues-Saint-Hilaire im Jahr 1962 über 855 Einwohner verfügte, zählt man aktuell 3.504 Einwohner (Stand 1. Januar 2022).
Die Gemeinde gehört zum Kanton Créon im Arrondissement Bordeaux.
Im Gemeindegebiet entspringt das Flüsschen Laurence, das in nördlicher Richtung zur Dordogne verläuft. An der südöstlichen Gemeindegrenze fließt der Bach Canteranne, der über die Pimpine zur Garonne entwässert. Fargues-Saint-Hilaire ist Teil der Region Entre-Deux-Mers.

## Bevölkerungsentwicklung
| Jahr                       | 1962 | 1968 | 1975 | 1982 | 1990 | 1999 | 2011 | 2017 |
| Einwohner                  | 855  | 1104 | 1212 | 1583 | 2032 | 2249 | 2691 | 2889 |
| Quellen: Cassini und INSEE |      |      |      |      |      |      |      |      |

## Baudenkmäler
Siehe: Liste der Monuments historiques in Fargues-Saint-Hilaire